# Omelne, Kiverți
Omelne (în ucraineană Омельне) este o comună în raionul Kiverți, regiunea Volînia, Ucraina, formată numai din satul de reședință.

## Demografie
Componența lingvistică a satului Omelne
     Ucraineană (99,63%)
     Alte limbi (0,37%)
Conform recensământului din 2001, majoritatea populației satului Omelne era vorbitoare de ucraineană (99,63%), existând în minoritate și vorbitori de alte limbi.